# Metropolitana di Sendai
La Metropolitana di Sendai (仙台市地下鉄?, Sendai-shi Chikatetsu) è il sistema di metropolitana a Sendai in Giappone. La metropolitana attualmente dispone di due linee, con un'estensione totale di 28,7 km e 29 stazioni.
Il prezzo del biglietto varia a seconda della distanza, mediamente un adulto spende tra i 200 e i 300 yen, sono previste tariffe agevolate per i bambini.

## Storia
Durante gli anni settanta a Sendai, come in molte altre città, si è verificato il fenomeno demografico dello spostamento della popolazione dal centro alla periferia, dove gli alloggi avevano costi inferiori e c'era una maggior disponibilità di spazio. Tuttavia, questo ha portato a un'elevata mole di traffico privato verso il centro, anche in concomitanza con la chiusura del tram di Sendai nel 1976. Partirono così nuovi studi e proposte relative a una linea di metropolitana per la città, e nel 1981 iniziarono i lavori di costruzione della linea Namboku. Il 15 luglio 1987 sono stati inaugurati i primi 13,6 km fra Tomizawa e Yaotome, e nel 1992 è stata aperta l'estensione di una stazione fino a Izumi-Chūō.
La costruzione della seconda linea è iniziata nel 2004 ed è stata inaugurata il 6 dicembre 2015.

## Linee
| Colore  | Nome          | Giapponese | Inaugurazione | Ultima estensione | Lunghezza     | Lunghezza      | Lunghezza | Stazioni |
| Colore  | Nome          | Giapponese | Inaugurazione | Ultima estensione | In superficie | In sotterraneo | Totale    | Stazioni |
| ------- | ------------- | ---------- | ------------- | ----------------- | ------------- | -------------- | --------- | -------- |
| Verde   | Linea Nanboku | 南北線     | 1987          | 1992              | 3,91          | 11,65          | 15,56     | 17       |
| Celeste | Linea Tōzai   | 東西線     | 2015          | -                 | 0,55          | 13,83          | 14,38     | 13       |

## Materiale rotabile
- Serie 1000 (1987) - Linea Namboku
- Serie 2000 (2015) - Linea Tozai

## Tariffe
Il costo del viaggio per un adulto varia da un minimo di 200 yen a un massimo di 360. Il prezzo per i bambini è dimezzato, e arrotondato per eccesso alla decina. I dati sono aggiornati al dicembre 2015.
| Settori        | Prezzo (yen) |
| -------------- | ------------ |
| 1 (1 – 3 km)   | 200          |
| 2 (4 – 6 km)   | 250          |
| 3 (7 – 9 km)   | 300          |
| 4 (10 – 12 km) | 330          |
| 5 (13 km - )   | 360          |